# 勝道
勝道（しょうどう、天平7年4月21日（735年5月17日） - 弘仁8年3月1日（817年3月21日）は、奈良時代から平安時代初期にかけての僧。勝道上人（しょうどうしょうにん）と称されることが多い。俗姓は若田氏。幼名は藤糸丸。

## 概要
下野国（栃木県）の南高岡（現、真岡市）に、下野介・若田高藤の子として生まれる。母は豪族・吉田連氏の娘・明寿。なお、生誕地には現在仏生寺がある。弟子に尊鎮法師（多気山不動尊を創建）がいる。日光山を開山したことで知られる。

## 生涯
735年（天平7年）4月21日、下野国芳賀郡に生まれる。俗姓は若田とされる。若田氏は、『補陀洛山建立修行日記』では、垂仁天皇の第九皇子で、下毛野国室の八島に移住した巻向尊の子孫であるとされ、『日光市史』では、上野国片岡郡若田郷から東に移った一族とされている。『補陀洛山建立修行日記』によると、勝道の父は下野介の若田高藤であり、母は吉田氏であり、なかなか子供ができなかったが、伊豆留（現、栃木市出流町）の千手観音に祈願して子供（勝道、童名は藤糸といった）を授かったという。
少年期から山林修行を行い、762年（天平宝字6年）下野薬師寺の如意僧都に師事して沙弥戒・具足戒を受けた。765年（天平神護元年）には出流山満願寺（栃木市）を開創している。なお、勝道の宗風については、当時の関東に鑑真の系列にあたる道忠の天台教団があったほか、朝鮮からの渡来人を通じて華厳の教えも広まっていたことから、天台宗や華厳宗などの一仏乗の流れを汲んでいた可能性があるという指摘がある。
767年（神護景雲元年）4月上旬に、日光山へ最初の登頂を試みたが、失敗した。781年（天応元年）4月上旬に再度登頂を試みるが失敗。782年（延暦元年）3月、三度目の登頂を試みて、ついに成功した。このとき、勝道は、山の麓で、17日間の読経の後、「三宝を山頂に捧げ、日光山の神霊を礼拝し、衆生の幸福を願いたい。善神・毒龍・山魅に、登頂の手助けをしてもらいたい。自分は山頂にて菩提の境地に至りたい」という内容の誓願をしたという。山頂に至った勝道は、誓願のとおり、そこで37日間、日光山の神霊を礼拝したとされる。
784年（延暦3年）3月下旬に再び日光山に登り、弟子たちとともに南湖・西湖・北湖の付近を歩き、南湖（中禅寺湖）に神宮寺を建て、中禅寺を開いた。なお、勝道は、四本龍寺（現輪王寺）や二荒山神社の創建にも関わったとする伝承があるが、史実かどうかは不明である。
神宮寺で4年以上の修行した後、勝道は山を降りて活動を始め、795年（延暦14年）以降に上野国講師に任じられ、上野国分寺に滞在した。なお、同寺の北東にある赤城山には、勝道が開山したという伝承がある。名声が高まっていた勝道は、下野国都賀郡城山に精舎を建立するなどしたが、この「精舎」は現在の栃木県栃木市都賀町木に史跡が残る「華厳寺」に比定されている。
807年（大同2年）の旱魃に際しては日光山で祈雨を修法し、その功により伝灯法師位を授けられた。このころ、空海に、日光山について文章の作成を依頼し、814年（弘仁5年）に空海が「勝道碑文」を作成した。816年（弘仁7年）4月、日光山山頂に三社権現の社を建立。817年（弘仁8年）、四本龍寺の北にある岩窟にて、83歳で死去。

## 史料
勝道の著作は現存せず、著作についての伝承もなく、また、勝道に関する史料も少ないとされる。
勝道と同時代の史料として、空海が814年（弘仁5年）に勝道の事績を記した碑文（勝道碑文）があり、「沙門勝道山水を歴て玄珠を瑩く碑并びに序」として、『遍昭発揮性霊集』に収録されており、この碑文は、研究のうえで最も基本とすべきものとされる。
後世の史料としては、以下のようなものがある。なお、仁朝・道珍・教晃・道欽は勝道の弟子とされる。
- 『中禅寺私記』（藤原敦光）
- 『補陀洛山建立修行日記』（仁朝・道珍・教晃・道欽）
- 『日光山滝尾建立草創日記』（道珍）
- 『元亨釈書』（虎関師錬）
- 『東国高僧伝』（高泉性潡）
- 『本朝高僧伝』（卍元師蛮）

## 研究
勝道の研究については、以下の3つに分類されるという。
- 史料の内容を史実とみて、日光山の開祖として勝道を高く評価するもの[1]。
- 史料の内容を疑問視し、勝道を無名の私度僧的な存在とするもの[1]。
- 勝道による日光山開山の背景に、当時の蝦夷問題を終結させる意義があったとするもの[1]。

勝道については、その存在を裏づける山頂の遺跡が発掘されており、当時の修行者としては、史料と物証との両面から考察できる点で非常に稀とされ、研究対象として大きな価値があるとされる。なお、上記の山頂遺跡の出土品からは、勝道に有力な支持者がいたことが推測されるという。